# 谢尔扎克
谢尔扎克（法語：Cierzac，法語發音：[sjɛʁzak]）是法国滨海夏朗德省的一个市镇，位于该省东部偏南，属于容扎克区。

## 地理
谢尔扎克（45°34'8"N, 0°18'46"W）面积5.2 平方千米，位于法国新阿基坦大区滨海夏朗德省，该省份为法国西部滨海省份，北起旺代省，西临大西洋，南至吉倫特省，东南接多爾多涅省，东北接德塞夫勒省接壤，东临夏朗德省。
与谢尔扎克接壤的市镇（或旧市镇、城区）包括：内河畔圣福尔、内河畔圣帕莱、热尔米尼亚克。

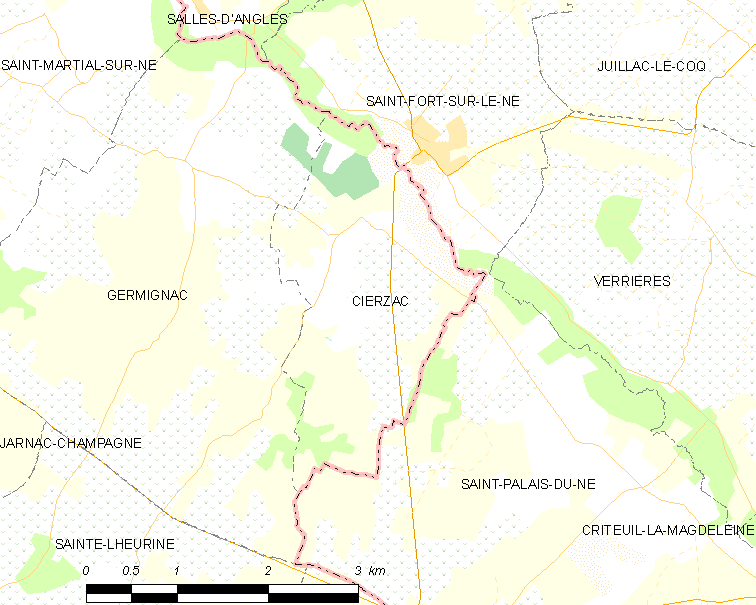
谢尔扎克的OSM定位图

谢尔扎克的时区为UTC+01:00、UTC+02:00（夏令时）。

## 行政
谢尔扎克的邮政编码为17520，INSEE市镇编码为17106。

## 政治
谢尔扎克所属的省级选区为容扎克县。

## 人口

1962-2008年间谢尔扎克人口变化图示

谢尔扎克于2022年1月1日时的人口数量为321人。